# 李和善
李和善（韓語：리화선，1934年—1996年11月），北韓政治人物，是前朝鮮勞動黨中央委員會組織指導部副部長、黨中央候補委員和最高人民會議代議員。

## 生平
李和善出生於黄海北道，後於平壤國際關係大學畢業。1972年，他在最高人民會議選舉中當選為代議員。兩年後成為朝鮮學生委員會的副委員長。1975年，出任國際部部長一職。1980年，入選黨中央候補委員名單。1985年，他被委任為駐剛果大使。翌年，晉升為黨中央委員會組織指導部副部長。
1994年，時任最高領導人金日成去世，李和善被被繼任人金正日列為治喪委員會的成員。在隨後的一年，他又成為吳振宇治喪委員會的成員。1996年，李和善離世，具體時間和原因不明。

## 資料來源
1. 1 2 3 4 5 6  .   [2014-02-11]. （原始内容存档于2015-09-23）.